# 2008年墨西哥城墜機事件
2008年墨西哥城坠机事件是发生在2008年11月4日于墨西哥城的一起空难，一架由里爾45型噴射機執飛的特殊包機，是墨西哥政府承包使用的行政專機，該機乘載墨西哥內政部部長胡安·卡米洛·莫里尼奧等多名政要。2008年11月4日，於排隊進場時，過度接近前方正在轉彎進場的墨西哥航空波音767客機，遭該機的尾端湍流擾亂而失去控制，導致該機最終翻滾墜毀，機上所有人員全數罹難，地面亦有七人當場死亡，且多人嚴重受傷。

## 經過
該失事班機為里爾45型噴射機，由加拿大廠商龐巴迪旗下子公司製造，註冊編號為XC-VMC。
此行政專機於聖路易斯波托西國際機場起飛，乘載六名墨西哥政府官員，以及兩名機長與一名空服員，共計九人飛往墨西哥城貝尼托·胡亞雷斯國際機場。該機正在準備與所有進場飛機一同排隊進場時，突然間飛機失去控制，翻滾之後便以驚人的下降率往下墜落，最終於當地時間18:45分墜毀於墨西哥城市中心。
由於正值交通尖峰時間，飛機墜毀時撞上許多行人、汽車、公共設施及建築物，機身撞成碎片，散落於街上 。除機上人員全數身亡之外，另有七名行人當場死亡，且高達40人身受重傷、1200名當地居民緊急逃難，30輛車子遭到破壞。

## 乘客名單
此失事班機上乘載的均為墨西哥政府高層，且包含許多參與墨西哥毒品戰爭的重要人物。已知的罹難者如下：
- 胡安·卡米洛·莫里尼奧，墨西哥聯邦政府內政部部長

- Miguel Monterrubio，墨西哥聯邦政府內政部秘書室社會傳播秘書

- Arcadio Echeverría，墨西哥聯邦政府內政部秘書室特殊幹員

- Norma Díaz，墨西哥聯邦政府內政部秘書室交通政策秘書

- Martín Olíva，機長

- Álvaro Sánchez，副機長[11]

## 墨西哥政府回應
時任墨西哥總統費利佩·卡爾德龍在全國轉播的節目中，如此表示與不幸逝世的內政部長胡安·卡米洛·莫里尼奧之間的關係：「我最親近的朋友和伙伴之一」，並向他的家人表示哀悼。他評論胡安·卡米洛·莫里尼奧：「一個不斷奮鬥，努力讓墨西哥變得更好的男人」，並且保證墨西哥政府將對這次的空難給予支持。更鼓勵全墨西哥的國民，必須繼續為打造更好的國家奮鬥，「不論面對多少困難與痛苦」。
墨西哥市市長，馬賽洛·埃布拉德也向胡安·卡米洛·莫里尼奧的家人表達慰問，表示墨西哥市政府將全力為此事奮鬥。埃布拉德隨後表示，政府會支付所有因此事而受傷的民眾的醫藥費，且可隨意至任何公立或私立醫院就醫。且指示當地警方盡全力蒐集所有相關證詞以及監視器的錄影，並將所有事故證據移交給墨西哥聯邦檢察總長。
墨西哥政界亦對此墜機事件表達看法與聲明，包含來自革命制度黨各方參議員，以及執政黨國家行動黨黨主席捷爾曼·馬丁內茲。政界均要求執政黨必須立即調查事故，以使真相盡快水落石出。

## 調查
由於罹難者多為墨西哥的重要官員，含內政部長胡安·卡米洛·莫里尼奧以及墨西哥掃毒主力瓦斯康賽洛斯等人都身亡。墨西哥政府自2006年起發動墨西哥毒品戰爭，誓言打倒所有於美墨販毒、運毒、製毒的非法分子，並於2008年達到白熱化，當年墨西哥政府強力掃蕩日益猖獗的毒品集團，且有情資單位接獲將對政府高層不利的情報，因此墨西哥媒體與民眾質疑此事故並非單純的空難，而是一場由毒品集團犯下的政治暗殺。
不過，因墨西哥政府沒有調查空難事故的經驗、且事故極為特殊等情況下，決定向美國政府尋求協助，美國政府派出美國國家運輸安全委員會（NTSB）及聯邦調查局（FBI）以客觀立場著手調查。
起初，雙方政府均認為這場事故極為可能為政治暗殺，將事故現場視為犯罪現場調查，每個殘骸均通過爆炸物殘留檢測。但調查單位沒有任何證據可以指出為人為蓄意墜機，便將政治暗殺此可能性予以排除。兩名機師在里爾45的飛行時數並不多，並沒有受過該機種的飛行訓練，並沒有相關的機種執照或是執照並未簽名發出。NTSB分析錄音及詢問航管員之後，發現機組員並未依航管員指示控制飛行速度，以保持與前方墨西哥航空的波音767-300客機安全距離。里爾45型在前方的波音767客機轉彎進場時，不當的距離使其陷入危險的尾端湍流，混亂的氣流導致該機鼻向下，飛機以高於正常速度飛行加上離地面只有1,700尺，最後引致悲劇發生。

## 后续事件
事故一年後，2009年11月3日，墨西哥政府調查小組負責人宣布調查結束，並公布其相關調查報告。指出事故原因為飛機過度靠近前機，尾端湍流導致飛機失控墜毀；且駕駛員的偽造飛行資格及訓練紀錄，無法正確處理緊急狀況，無法立即挽救飛機等原因。

墨西哥政府當局立刻撤銷協助偽造兩名機長飛行經歷的飛行訓練學校的執業資格，同時為喪命於空難的所有政府官員舉行國葬。而報告也建議墨西哥政府未來在載送政府官員時，應予以嚴謹的監控與管理維護飛航安全，確保國家相關政要能得到最好的保護。
另外，此次被翻攝成空中浩劫第14季第8集「Inner City Carnage」。